# Gracia Alonso de Armiño
Gracia Alonso de Armiño Riaño (Bilbao, 11 de agosto de 1992) é uma jogadora de basquete espanhola.

## Início da vida
Alonso de Armiño estreou-se no basquetebol aos 6 anos de idade no Berrio Otxoa. Durante a sua infância e anos de cadete, jogou nas selecções nacionais de Bizkaia e Basca. Aos 16 anos, jogou uma temporada no Basket Ibaizabal, equipa com a qual jogou na Liga Femenina 2.
Durante sua estadia nos Estados Unidos, para onde se mudou aos 17 anos, Alonso de Armiño jogou pela West High School de Knoxville, Tennessee, equipe com a qual se tornou campeã distrital e regional. Em 2011, competiu na NCAA pela Freed–Hardeman University, onde permaneceu por quatro anos. Também iniciou seus estudos de enfermagem lá.

## Carreira
Alonso de Armiño competiu então na represa Basketligan com o clube Mark Basket. Regressou a Espanha e juntou-se ao Gernika na temporada 2016/17, que marcou a sua estreia na Liga Femenina Endesa. Competiu na Liga Femenina 2 com o Basket Ibaizabal em 2017/18, e com o Real Canoe em 2018/19.
Na temporada 2019/20, Alonso de Armiño ingressou no clube Estudiantes. Naquela temporada foi indicada 8 vezes ao "Melhor Quinteto" que reconhece as melhores atuações individuais das equipes do Estudiantes na ACB, Liga Femenina 2 e EBA. Em sua segunda temporada no Estudiantes, em 2020/21, voltou à categoria sênior da Liga Femenina.
Alonso de Armiño assinou pelo Arsaki para a temporada 2021-2022. Ela então assinou pelo Casademont Zaragoza para a temporada 2022/2023. Após vencer o título da Copa de la Reina, em 29 de maio de 2023, ela deixou o clube.
Nos Jogos Olímpicos de Verão de 2024, em Paris, conquistou a medalha de prata no torneio feminino do basquetebol 3x3, após confronto na final contra a equipe alemã, ao lado de Vega Gimeno, Sandra Ygueravide e Juana Camilión.